# Ямадзакі Вакана
Вакана Ямадзакі (яп. 山崎和佳奈, Ямадзакі Вакана) — японська сейю. Народилася 21 березня 1965 року в місті Вакаяма, Японія. Озвучила 65 аніме (з 1992 по 2014 рік).

## Озвучені повнометражні роботи
- Basutâdo! Ankoku no hakaijin (відео, 1992)
- Красуня-воїн Сейлор Мун Ер (1993)
- Оргусс 2 (відео, 1993)
- Ghost Sweeper Mikami: Movie (1994)
- Остання фантазія: Легенда кристалів (відео, 1994)
- Елементалори (1995)
- Детектив Конан (1997)
- Агент Айка (відео, 1997)
- Детектив Конан: Чотирнадцята мета (1998)
- Детектив Конан: Останній маг століття (1999)
- Twinbee Paradise (відео, 1999)
- Підробка (2000)
- Детектив Конан 4 (2000)
- Meitantei Conan: Conan vs. Kid vs. Yaiba (відео, 2000)
- Детектив Конан 5 (2001)
- Детектив Конан 6: Привид Бейкер-стріт (2002)
- Детектив Конан 7 (2003)
- Детектив Конан 8 (2004)
- Детектив Конан 9 (2005)
- Детектив Конан 10 (2006)
- Детектив Конан 11 (2007)
- Євангеліон 1.11: Ти (не) один (2007)
- Детектив Конан 12 (2008)
- Детектив Конан 13 (2009)
- Детектив Конан 14 (2010)
- Детектив Конан 15 (2011)
- Детектив Конан 16: Одинадцятий форвард (2012)
- Meitantei Conan: Zekkai No Private Eye (2013)
- Lupin 3 Sei Tai Meitantei Conan the Movie (2013)
- Meitantei Conan: Ijigen no sunaipa (2014)

## Озвучені серіали
- Красуня-воїн Сейлор Мун (серіал, 1992—1993)
- Виродок!! (серіал, 1992 — …)
- Красуня-воїн Сейлор Мун Ер (серіал, 1993—1994)
- Ураган! Залізний лідер (серіал, 1993)
- Мікамі - винищувачка духів (серіал, 1993)
- Хлопчик-ніндзя Рантаро (серіал, 1993)
- Хлопчик-мармелад (серіал, 1994)
- Монтана Джонс (серіал, 1994—1995)
- Мобільний воїн Джи-Гандам (серіал, 1994—2002)
- Красуня-воїн Сейлор Мун Супер Ес (серіал, 1995—1996)
- Сусідські історії (серіал, 1995)
- Детектив Конан (серіал, 1996 — …)
- Перлини дракона БП (серіал, 1996—1997)
- Bî-Faitâ Kabuto (серіал, 1996—1997)
- Красуня-воїн Сейлор Мун: Сейлор-зірки (серіал, 1996—1997)
- Denji sentai Megarenjâ (серіал, 1997—1998)
- Покемон (серіал, 1997—2002)
- Bannô bunka nekomusume TV (серіал, 1998)
- Seijû sentai Gingaman (серіал, 1998—1999)
- Ван-Піс (серіал, 1999 — …)
- Dejimon adobenchâ 02 (серіал, 2000—2001)
- Інуяся (серіал, 2000—2005)
- Tekkôki Mikazuki (серіал, 2000)
- Ninpû sentai Harikenjâ (серіал, 2002—2003)
- 12івств (серіал, 2002—2003)
- Покемон: Сучасне покоління (серіал, 2002—2006)
- Останній вигнанець (серіал, 2003)
- Бобобо-бо Бо-бобо (серіал, 2003—2005)
- Sensei no o-jikan - Doki doki school hours (серіал, 2004)
- Ксеносага (серіал, 2005)
- Loveless (серіал, 2005)
- Ейр Гір (серіал, 2006—2008)
- Кондитерська «Антиква» (серіал, 2008)
- Люпен III проти Детектива Конана (ТБ, 2009)
- One Piece: Episode of Nami - Koukaishi no Namida to Nakama no Kizuna (ТБ, 2012)